# Змієшийка африканська
Змієшийка африканська (Anhinga rufa) — вид сулоподібних птахів родини змієшийкових (Anhingidae).

## Поширення
Вид досить поширений в Субсахарській Африці, включаючи Мадагаскар. Існує невелика ізольована популяція на півдні Іраку, що належить до підвиду Anhinga rufa chantrei. Інші популяції цього підвиду в Ізраїлі та Туреччині вимерли у першій половині XX століття.

## Опис
Стрункий птах завдовжки до 79 см і вагою 1—1,35 кг. Шия довга і гнучка. Тіло самців чорне, самиць і молодняку — коричневе. Під оком і далі по шиї проходить біла смужка. Крила чорні з білими смугами. Дзьоб жовтий, дуже довгий і гострий. Ноги жовті, перетинчасті.

## Спосіб життя
Мешкає у різних водно-болотяних середовищах: річках, озерах і болотах. Поживу шукає у воді. Живиться, переважно, рибою. Крім того, поїдає земноводних, змій, ракоподібних, великих комах тощо.

## Розмноження
Моногамний вид. Розмножується у сезон дощів. Гнізда будують на деревах, що стоять над водою. Інколи розмножуються невеликими колоніями до 10 гнізд. Часто створюють спільні гніздові колонії з бакланами і чаплями. У гнізді 3—6 яєць. Насиджують та піклуються про пташенят обидва батьки. Інкубація триває 28 днів. Батьки вигодовують пташенят впродовж 50—60 днів.